# Pritha napadensis
Espèce
Synonymes
- Filistata napadensis Patel, 1975

Pritha napadensis est une espèce d'araignées aranéomorphes de la famille des Filistatidae.

## Distribution
Cette espèce est endémique du Gujarat en Inde,.

## Description
La femelle holotype mesure 6,24 mm.

## Étymologie
Son nom d'espèce, composé de napad et du suffixe latin -ensis, « qui vit dans, qui habite », lui a été donné en référence au lieu de sa découverte, Napad.

## Publication originale
- Patel, 1975 : Some spiders of the families Filistatidae and Scytodidae from Gujarat, India. Oriental Insects, vol. 9, no 4, p. 425-429.